# Armée japonaise de Corée
L'armée japonaise de Corée (朝鮮軍, Chōsen-gun, « Armée coréenne ») est une composante de l'armée impériale japonaise formant la garnison de la Corée sous domination japonaise.

## Histoire
Les forces japonaises occupent de grandes portions de l'empire coréen durant la guerre russo-japonaise de 1904-05, et une importante armée de garnison de Corée (韓国駐剳軍, Kankoku Chusatsugun) est établie à Séoul pour protéger l'ambassade et les civils japonais le 11 mars 1904. Après l'annexion de la Corée par l'empire du Japon en 1910, cette force est renommée Chosen Chusatsugun puis « armée japonaise de Corée » le 1er juin 1918. Sa mission principale est de garder la péninsule coréenne contre de possibles incursions de l'Union soviétique. Cependant, ses unités sont également utilisées pour réprimer les soulèvements indépendantistes et la dissidence politique en Corée elle-même. L'armée coréenne assiste également l'armée japonaise du Guandong durant l'invasion de la Mandchourie en 1931. En 1941, l'armée passe sous le contrôle du commandement général de défense.
En 1945, à la vue de la détérioration de la situation japonaise dans la guerre du Pacifique, l'armée coréenne est transformée en 17e armée, et est par la suite placée sous le contrôle administrative de l'armée du Guandong. Ses deux divisions d'infanterie en sous-effectif sont incapables de résister à l'assaut soviétique terrestre et navale de la Corée durant l'invasion soviétique de la Mandchourie. Après la capitulation du Japon, l'armée coréenne reste active sous le commandement opérationnel de l'armée américaine pour maintenir l'ordre public jusqu'à l'arrivée des forces alliés.

## Commandement

### Commandants
|    | Nom                                 | De               | À                |
| -- | ----------------------------------- | ---------------- | ---------------- |
| 1  | Lieutenant-général Haraguchi Kensai | 11 mars 1904     | 8 septembre 1904 |
| 2  | Maréchal Hasegawa Yoshimichi        | 8 septembre 1904 | 21 décembre 1908 |
| 3  | Général Ōkubo Haruno                | 21 décembre 1908 | 18 août 1911     |
| 4  | Général Ueda Arisawa                | 18 août 1911     | 14 janvier 1912  |
| 5  | Général Andō Sadayoshi              | 14 janvier 1912  | 25 janvier 1915  |
| 6  | Général Inokuchi Seigo              | 25 janvier 1915  | 18 août 1916     |
| 7  | Général Akiyama Yoshifuru           | 18 août 1916     | 6 août 1917      |
| 8  | Général Matsukawa Satoshi           | 6 août 1917      | 24 juillet 1918  |
| 9  | Général Utsunomiya Heitaro          | 24 juillet 1918  | 16 août 1920     |
| 10 | Lieutenant-général Oba Jiro         | 16 août 1920     | 24 novembre 1922 |
| 11 | Général Kikuchi Shinnosuke          | 24 novembre 1922 | 20 août 1924     |
| 12 | Général Suzuki Soroku               | 20 août 1924     | 2 mars 1926      |
| 13 | Général Morioka Shusei              | 2 mars 1926      | 5 mars 1927      |
| 14 | Général Kanaya Hanzo (de)           | 5 mars 1927      | 1er août 1929    |
| 15 | Général Jirō Minami                 | 1er août 1929    | 22 novembre 1930 |
| 16 | Lieutenant-général Senjūrō Hayashi  | 22 novembre 1930 | 26 mai 1932      |
| 17 | Général Yoshiyuki Kawashima         | 26 mai 1932      | 1er août 1934    |
| 18 | Général Kenkichi Ueda               | 1er août 1934    | 2 décembre 1935  |
| 19 | Général Kuniaki Koiso               | 2 décembre 1935  | 15 juillet 1938  |
| 20 | Général Kōtarō Nakamura             | 15 juillet 1938  | 7 juillet 1941   |
| 21 | Général Seishirō Itagaki            | 7 juillet 1941   | 7 avril 1945     |
| 22 | Lieutenant-général Yoshio Kozuki    | 7 avril 1945     | Septembre 1945   |

### Chef d'État-major
|    | Nom                                  | De                | À                 |
| -- | ------------------------------------ | ----------------- | ----------------- |
| 1  | Lieutenant-général Saito Rikisaburo  | 19 mars 1904      | 12 septembre 1904 |
| 2  | Lieutenant-général Ochiai Toyosaburo | 12 septembre 1904 | 7 avril 1905      |
| 3  | Général Otani Kikuzuo                | 7 avril 1905      | 1er juin 1906     |
| 4  | Lieutenant-général Muta Takashi      | 1er juin 1906     | 21 décembre 1908  |
| 5  | Général Akashi Jiro                  | 21 décembre 1908  | 15 juin 1910      |
| 6  | Lieutenant-général Sakakibara Shozo  | 15 juin 1910      | 30 novembre 1910  |
| 7  | Général Shiba Katsusaburo            | 30 novembre 1910  | 28 septembre 1912 |
| 8  | Général Tachibana Koichirō           | 28 septembre 1912 | 17 avril 1914     |
| 9  | Lieutenant-général Furumi Gencho     | 17 avril 1914     | 1er avril 1916    |
| 10 | Lieutenant-général Shirozu Tan       | 1er avril 1916    | 6 août 1917       |
| 11 | Lieutenant-général Ichikawa Kentaro  | 6 août 1917       | 1er novembre 1918 |
| 12 | Major-général Ono Toyoshi            | 1er novembre 1918 | 20 juillet 1921   |
| 13 | Major-général Yasumitsu Kinichi      | 20 juillet 1921   | 6 août 1923       |
| 14 | Major-général Akai Harumi            | 6 août 1923       | 2 mars 1926       |
| 15 | Lieutenant-général Hayashi Senyuki   | 2 mars 1926       | 26 août 1927      |
| 16 | Maréchal Hisaichi Terauchi           | 26 août 1927      | 1er août 1929     |
| 17 | Lieutenant-général Kōtarō Nakamura   | 1er août 1929     | 22 décembre 1930  |
| 18 | Général Tomou Kodama                 | 22 décembre 1930  | 1er août 1933     |
| 19 | Major-général Keikichi Ogushi        | 1er août 1933     | 2 décembre 1935   |
| 20 | Major-général Yoshishige Saeda       | 2 décembre 1935   | 1er décembre 1936 |
| 21 | Lieutenant-général Seiichi Kuno (en) | 1er décembre 1936 | 1er mars 1938     |
| 22 | Lieutenant-général Kenzo Kitano      | 1er mars 1938     | 7 septembre 1939  |
| 23 | Lieutenant-général Yakutaira Kato    | 7 septembre 1939  | 1er mars 1941     |
| 24 | Lieutenant-général Hiroshi Takahashi | 1er mars 1941     | 9 juillet 1942    |
| 25 | Lieutenant-général Junjiro Ihara     | 9 juillet 1942    | Septembre 1945    |